# August Freyer
Pour les articles homonymes, voir Freyer.
Karol August Freyer, né le 15 décembre 1801 et mort le 28 mai 1883, est un musicien et compositeur polonais, spécialisé à la fois dans l'interprétation et la composition pour orgue.

## Biographie
Freyer nait en Saxe à Oberschaar près d'Annaberg le 15 décembre 1801,, fils du propriétaire terrien Johann Gottfried et de Johanna née Bach. Dès l'âge de 6 ans, il prend des cours de musique et d'orgue auprès du chantre d'Annaberg, K.B. Geißler et de théorie musicale et de composition avec Schneider et Pohlenz à Leipzig. Recommandé par eux à Józef Elsne, il se rend en 1827 à Varsovie pour compléter ses études musicales avec ce professeur.  
À son époque, il est considéré comme le meilleur organiste de la capitale. Jusqu'en 1830, il est le professeur de Stanisław Moniuszko, alors âgé de huit ans, ses parents déménagent à Varsovie pour que Stanisław étudie avec Freyer. Il est également l'un des amis proches de Frédéric Chopin, qui lui offre son portrait avec une dédicace. 
En 1831 Freyer rejoint l'orchestre du Grand Théâtre de la capitale comme contrebassiste, mais il le quitte bientôt en raison de problèmes de santé et se consacre exclusivement à l'orgue. 
En 1834, il entreprend une tournée artistique en Allemagne, visitant, entre autres, Wrocław, Berlin, Hambourg et les villes de sa Saxe natale, remportant un vif succès auprès du public, des critiques et des célébrités du monde de la musique telles que Felix Mendelssohn et Ludwig Spohr. Il fait également une tournée à Paris en 1857.
De retour à Varsovie, le 1er janvier 1837 Freyer succède à K.F. Einert au poste d'organiste à la paroisse évangélique d'Augsbourg de la Sainte Trinité (pl). Il y fonde une école de musique où il instruit gratuitement les élèves les plus pauvres, ainsi qu'une chorale paroissiale professionnelle. Il dirige son école de musique privée pendant 30 ans – après que les autorités tsaristes eurent fermé les universités de Varsovie après l'insurrection de novembre, y compris l'École principale de musique, c'était la seule école de ce type dans la capitale. Après l'ouverture de l'Institut de musique en 1861, Freyer ferme son école et rejoint le corps enseignant de la nouvelle université en tant que professeur d'orgue et de théorie, continuant à s'occuper des étudiants pauvres. Au cours de ces années, il publie l'École pratique d'orgue, qui est pendant de nombreuses années un manuel obligatoire à l'Institut de musique. En 1871, il est l'un des fondateurs de la Société musicale de Varsovie, avec son parent Antoni Freyer (pl).
Le 21 avril 1838, Freyer épouse Dorota née Roth, premièrement mariée à Einert, mère du compositeur Theodor Einert, veuve du prédécesseur de Freyer comme organiste à St. Trinity, Karl Frederick Einert. Il a une fille avec elle. 
En 1879, après 52 ans de travail, il prend sa retraite et s'installe chez sa fille qui vit à Pilica près de Grójec.
Il meurt le 28 mai 1883 et enterré à Grójec dans le cimetière protestant local. En raison de la liquidation prévue du cimetière en 1976, les cendres et la pierre tombale du musicien sont transférées au cimetière évangélique d'Augsbourg à Varsovie (ruelle E, tombe 10a, la pierre tombale indique une date de naissance du compositeur incorrecte - 1803) 

## Style
Freyer est en grande partie responsable de la renaissance de la musique pour orgue en Pologne. Il était un maître de l'équilibre musical, à la fois homophonique et polyphonique. Son jeu était apprécié par Felix Mendelssohn et Louis Spohr. En plus de sa tournée en Allemagne, il a fait une tournée à Paris où il a reçu un accueil enthousiaste. Sa composition la plus célèbre est un ensemble de Variations de concert dont la fugue du mouvement final est la plus connue.
Il a été un proche collaborateur d'Adolf Friedrich Hesse. Il a fait la promotion de la musique de Hesse auprès de Mikhaïl Glinka, qui réussit dans son interprétation au point de réduire son auditeur aux larmes.

## Œuvres
Karl August Freyer était également un compositeur apprécié dont les œuvres sont encore jouées aujourd'hui. Il a composé des préludes, des fantaisies et des variations de concert, des messes et des chorales. Son Salve Regina a été interprété lors de nombreuses funérailles solennelles au XIXe siècle. Il a également composé de la musique légère, notamment divers types de danses. Il a également composé la célèbre chanson religieuse Upadnij na kolana, généralement chantée lors de l'adoration du Saint-Sacrement.

### Sacrées
- Choralbuch für die evangelische Gemeinde (Varsovie, 1845)
- Hymnes, op.6 (Varsovie, n.d.)
- Veni Creator, op.10 (Varsovie, 1861)
- Hymnes, op.12 (Varsovie, n.d.)
- Salve Regina, op.13 (Varsovie, 1862)
- Hymnes
- Messe Na stopniach Twego upadamy tronu, op.19 (Varsovie, c1867)

### Pour orgue
- Fantaisie de concert op.1, avant 1857 (Leipzig, n.d.)
- Variations de concert sur un chant russe de A. L′vov, op.2, avant 1857 (Berlin, n.d.)
- Variations de concert sur un chant d'église de Bortnyansky, op.3 (Leipzig, n.d.)
- 12 pièces faciles, op.4 (Leipzig, 1857)
- 8 pièces, op.5 (Leipzig, 1857)
- 12 préludes, op.7 (Leipzig, 1858)
- 6 préludes et 2 postludes, op.8 (Leipzig, 1858)
- 8 préludes, op.9 (Varsovie, 1861)
- 8 préludes, op.11 (Varsovie, 1861)
- 26 préludes courts et faciles, op.14 (Leipzig, 1865)
- 12 préludes, op.17 (Varsovie, n.d.)
- 10 préludes, op.18 (Varsovie, n.d.)
- 104 Ausgeführte Chorale, 1857–8, PL-Wtm

### Pour piano seul
- Masure, 1835 (Varsovie, n.d.)
- Valse, 1835 (Varsovie, n.d.)

### Méthodes de musique
- Zasady początkowe śpiewu (Varsovie, n.d. [avant 1860])
- Praktyczna szkoła na organy (Varsovie, 1861)
- Zasady harmonii ] (Varsovie, 1861, 2/n.d. [avant 1870])